# Ellsworth Bunker

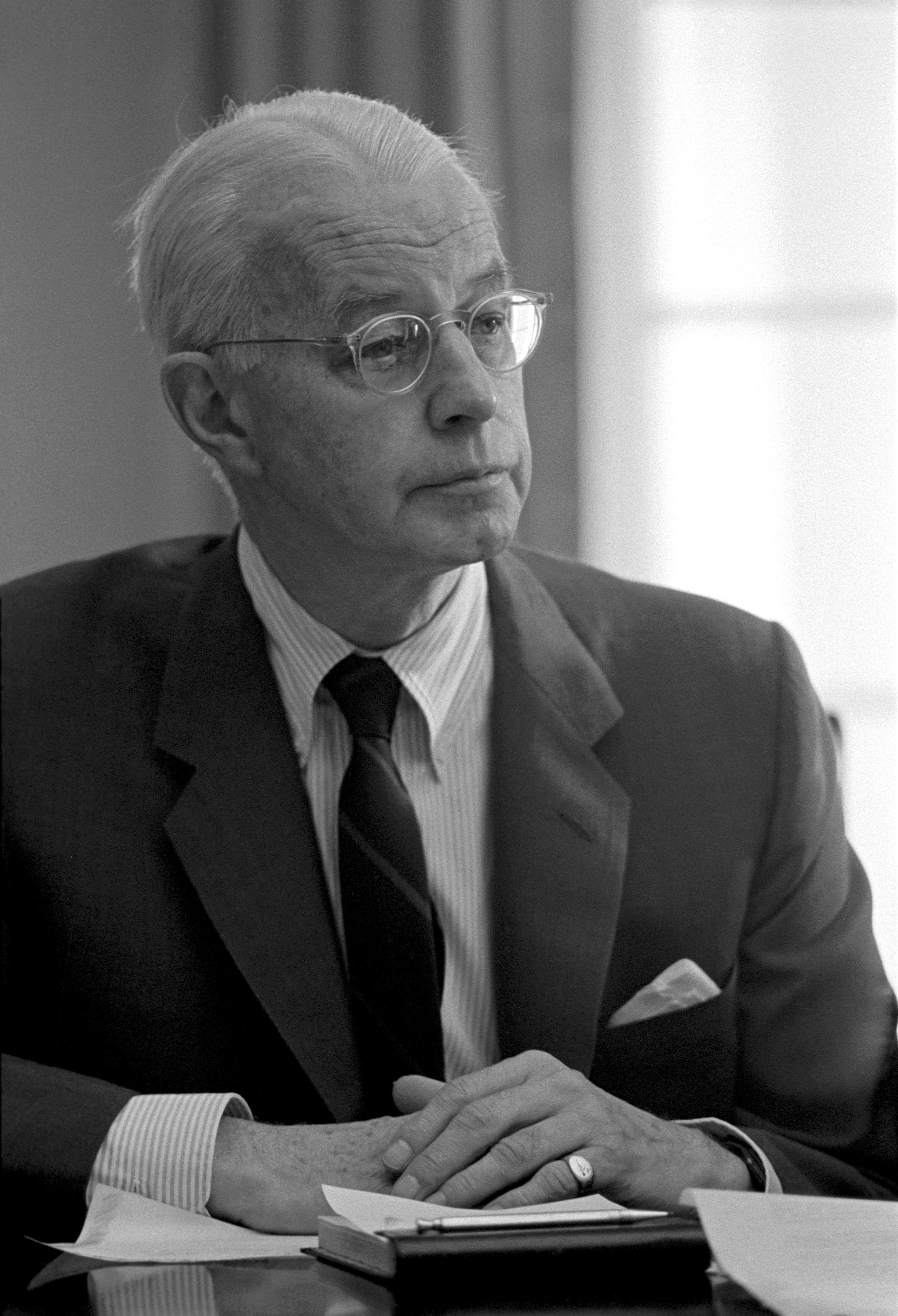
Ellsworth Bunker (1965)

Ellsworth Bunker (* 11. Mai 1894 in Yonkers, New York; † 27. September 1984 in Brattleboro, Vermont) war ein amerikanischer Diplomat und zweifacher Träger der Presidential Medal of Freedom.

## Leben

### Ausbildung
Bunker studierte Rechtswissenschaften an der Yale University. 1951 folgte er einer Anfrage seines ehemaligen Kommilitonen und Freunds Dean Acheson, zu dieser Zeit Außenminister der Vereinigten Staaten, und wurde US-Botschafter in Argentinien.

### Werdegang
Nach einem Jahr in Buenos Aires wurde er zum Botschafter in Italien ernannt, wo er als Nachfolger von James Clement Dunn bis 1953 blieb. Von 1954 bis 1956 war er Präsident des Amerikanischen Roten Kreuzes. Weitere Stationen seiner diplomatischen Laufbahn waren Indien (1956–1957 und 1959–1961), wo er am Ausbau der indisch-amerikanischen Beziehungen mitwirkte, und Nepal (1957–1959). 1960 wurde er in die American Academy of Arts and Sciences gewählt. Im Sommer 1962 war er maßgeblich an der Ausarbeitung des New Yorker Abkommens zwischen den Niederlanden und Indonesien beteiligt, in dem die territoriale Zugehörigkeit Westneuguineas geklärt wurde. 1963 wurde er zum ersten Mal mit der Presidential Medal of Freedom für seine Verdienste als Botschafter ausgezeichnet. Im Jahr 1965 leitete er als Sondervermittler und US-Botschafter bei der Organisation Amerikanischer Staaten die Verhandlungen nach der US-Intervention in der Dominikanischen Republik, wofür er 1967 erneut mit der Presidential Medal of Freedom ausgezeichnet wurde.
Im Jahr 1967 wurde er zum US-Botschafter in Saigon ernannt, hier machte er sich schnell einen Ruf als „Falke“, der die amerikanische Intervention im Vietnamkrieg unterstützte und die Ausweitung des Kriegs auf die Nachbarstaaten begrüßte. Bunkers sechsjährige Amtszeit in Saigon machte ihn bekannter als alle seine diplomatischen Missionen zuvor. Nach seiner Abberufung 1973 wurde Graham Martin neuer US-Botschafter in Saigon. Bunkers letzte diplomatische Leistung war die Ausarbeitung der Torrijos-Carter-Verträge 1977, ein Jahr später ging er in den Ruhestand und ließ sich in Dummerston, Vermont nieder.
Im September 1984 erkrankte Bunker im Alter von 90 Jahren schwer und wurde ins Krankenhaus eingeliefert. Er verstarb am 27. September im Brattleboro Memorial Hospital und wurde auf dem Friedhof in Dummerston beigesetzt.